# GP Gippingen
De Grote Prijs Gippingen, ook wel GP Kanton Aargau, is een eendaagse wielerwedstrijd rond de plaats Gippingen (gemeente Leuggern) in het noorden van het kanton Aargau in Zwitserland. Na het Kampioenschap van Zürich is het de belangrijkste eendaagse wedstrijd van het land.
De wedstrijd werd voor het eerst georganiseerd in 1964, en maakt sinds 2005 deel uit van het Europese continentale circuit van de UCI, de UCI Europe Tour. Het is een van de belangrijkere wedstrijden buiten de World Tour.

## Lijst van winnaars

### Meervoudige winnaars
| Overwinningen | Renner             | Land        | Jaren            |
| ------------- | ------------------ | ----------- | ---------------- |
| 3             | Alexander Kristoff | Noorwegen   | 2015, 2018, 2019 |
| 2             | Adrie van der Poel | Nederland   | 1987, 1990       |
| 2             | Pascal Richard     | Zwitserland | 1994, 1995       |
| 2             | Michael Albasini   | Zwitserland | 2011, 2013       |

### Overwinningen per land
| Overwinningen | Land                                              |
| ------------- | ------------------------------------------------- |
| 14            | België                                            |
| 12            | Italië                                            |
| 11            | Zwitserland                                       |
| 7             | Nederland                                         |
| 6             | Duitsland                                         |
| 4             | Frankrijk                                         |
| 3             | Noorwegen                                         |
| 1             | Letland, Oezbekistan, Slowakije, Verenigde Staten |

## Vrouwen
In 2014 en 2015 werd er ook een wedstrijd voor vrouwen verreden. Beide edities werden gewonnen door rensters van de Nederlandse ploeg Rabo-Liv.
| Jaar | Eerste               | Tweede        | Derde            |
| ---- | -------------------- | ------------- | ---------------- |
| 2014 | Katarzyna Niewiadoma | Eugenia Bujak | Roxane Knetemann |
| 2015 | Anouska Koster       | Edwige Pitel  | Thalita de Jong  |

2005 · 
2006 · 
2007 · 
2008 · 
2009 · 
2010 · 
2011 · 
2012 · 
2013 · 
2014 · 
2015 · 
2016 · 
2017 ·
2018 ·
2019 ·
2020 ·
2021 ·
2022 ·
2023 ·
2024 ·
2025
Belangrijkste etappewedstrijden

Internationaal Wegcriterium · Driedaagse Brugge-De Panne · Ronde van de Alpen · Vierdaagse van Duinkerke · Ronde van Beieren · Ronde van Noorwegen · Ronde van België · Ronde van Luxemburg · Ronde van Oostenrijk · Ronde van Wallonië · Ronde van Burgos · Ronde van Denemarken · Arctic Race of Norway · Ronde van Groot-Brittannië
Belangrijkste eendaagse wedstrijden

Trofeo Laigueglia · GP Lugano · GP Nobili Rubinetterie · Dwars door Vlaanderen · Scheldeprijs · Brabantse Pijl · GP Kanton Aargau · Brussels Cycling Classic · GP Fourmies · Primus Classic Impanis-Van Petegem · Ronde van de Drie Valleien · Milaan-Turijn · Ronde van Piemonte · Ronde van het Münsterland · Ronde van Emilia · Parijs-Tours · GP Bruno Beghelli